# Lewis Martin
Pour les articles homonymes, voir Martin.
Lewis Martin est un acteur américain, né le 1er novembre 1894 à San Francisco (Californie) et mort le 21 février 1969 à Los Angeles (Californie).

## Biographie
Démarrant sa carrière d'acteur au théâtre, il joue notamment à Broadway (New York), où il débute en 1925 dans Lucky Sam McCarver de Sidney Howard (avec John Cromwell dans le rôle-titre). Là, suivent seize autres pièces jusqu'en 1948, dont La Nuit des rois de William Shakespeare (1930, avec Joyce Carey et Walter Kingsford), Abe Lincoln in Illinois (en) de Robert E. Sherwood (1938-1939, avec Raymond Massey dans le rôle-titre) et Jeanne de Lorraine de Maxwell Anderson (1946-1947, avec Ingrid Bergman dans le rôle-titre).
Toujours à Broadway, s'ajoute la comédie musicale L'École des maris (adaptation de la pièce éponyme de Molière, avec Osgood Perkins et George Macready), représentée en 1933-1934.
Venu au cinéma sur le tard (à 55 ans), Lewis Martin contribue à quarante-quatre films américains (dont des westerns), les trois premiers sortis en 1950. Mentionnons Le Gouffre aux chimères de Billy Wilder (1951, avec Kirk Douglas et Jan Sterling), La Guerre des mondes de Byron Haskin (1953, avec Gene Barry et Ann Robinson), Passé perdu de Roy Rowland (1956, avec James Cagney et Barbara Stanwyck) et L'Étrange Histoire du juge Cordier (en) de Reginald Le Borg (avec Vincent Price et Nancy Kovack), son dernier film sorti en 1963.
À la télévision enfin, excepté un téléfilm diffusé en 1959, il apparaît surtout dans soixante-dix séries dès 1949, dont La Flèche brisée (un épisode, 1957) et Perry Mason (quatre épisodes, 1960-1963).
Sa dernière série est Tarzan, avec deux épisodes diffusés en 1967.

## Théâtre à Broadway (intégrale)
(pièces, sauf mention contraire)
- 1925 : Lucky Sam McCarver de (et mise en scène par) Leslie Howard : Tudor Raeborn
- 1926 : Junon et le Paon (Juno and the Paycock) de Seán O'Casey : Jerry Devine
- 1927-1929 : The Road to Rome de Robert E. Sherwood : le caporal
- 1929 : Paolo and Francesca de Stephen Phillips : le premier courrier Marco
- 1929-1930 : Jenny de Margaret Ayer Barnes et Edward Sheldon : Eustace Wade
- 1930 : La Nuit des rois, ou Ce que vous voudrez (Twelfth Night, or What You Will) de William Shakespeare : le bouffon Feste
- 1930 : Art and Mrs. Bottle de Benn W. Levy : Charlie Dawes
- 1932 : Life Begins de Mary Macdougal Axelson, mise en scène de Joseph Santley : Dr Cramm
- 1932 : Camille, adaptation par Delos Chappell, Edna Chappell et Robert Edmond Jones du roman La Dame aux camélias d'Alexandre Dumas fils : Gaston Rieux
- 1933 : The Sophisticrats de Kenneth Phillips Britton : Beach
- 1933-1934 : L'École des maris (The School for Husbands), comédie musicale, musique d'Edmond W. Rickett, lyrics d'Arthur Guiterman, livret de Lawrence Langner et Arthur Guiterman, d'après la pièce éponyme de Molière (+ scène de ballet The Dream of Sganarelle) : Sylvester / Solomon
- 1934-1935 : The Farmer Takes a Wife de Frank B. Elser et Marc Connelly, mise en scène de ce dernier : Luke
- 1937 : A Point of Honor de Jo Elsinger et Stephen Van Gluck : Joseph Reed
- 1938-1939 : Abe Lincoln in Illinois de Robert E. Sherwood, mise en scène d'Elmer Rice : Ninian Edwards[1]
- 1941 : Mr. and Mrs. North d'Owen Davis, d'après les écrits de Frances et Richard Lockridge : Clinton Edwards
- 1942 : The First Crocus d'Arnold Sundgaard : Lars Hilleboe
- 1946-1947 : Jeanne de Lorraine (Joan of Lorraine) de Maxwell Anderson : Pierre Cauchon / Jacques d'Arc[2]
- 1947-1948 : Command Decision de William Wister Haines : le major Desmond Lansing[3]

## Filmographie partielle

### Cinéma

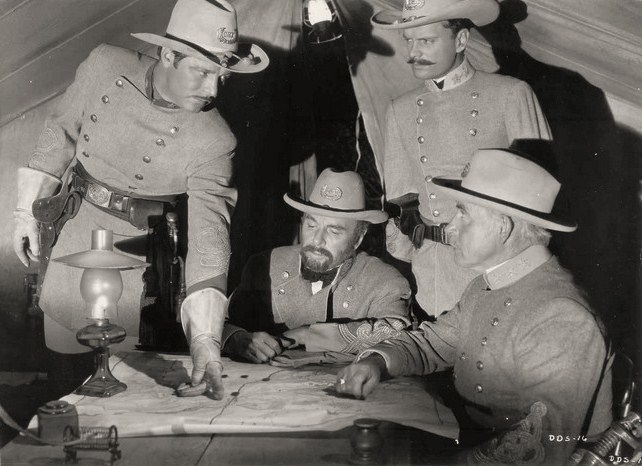
Assis à droite, avec James Craig debout à gauche, dans Le Rocher du diable (1951, photo promotionnelle)

- 1950 : Experiment Alcatraz d'Edward L. Cahn : le procureur de district adjoint Walton
- 1951 : Vénus en uniforme (Three Guys Named Mike) de Charles Walters
- 1951 : Le Gouffre aux chimères (Ace in the Hole) de Billy Wilder : McCardle
- 1951 : Opération dans le Pacifique (Operation Pacific) de George Waggner : un chef d'escadron
- 1951 : Le Rocher du diable (Drums in the Deep South) de William Cameron Menzies : le général Johnston
- 1951 : La Femme au voile bleu (The Blue Veil) de Curtis Bernhardt : l'archevêque
- 1952 : Au pays de la peur (The Wild North) d'Andrew Marton : le sergent
- 1952 : Le Masque arraché (Sudden Fear) de David Miller : le metteur en scène Bill
- 1952 : Un si doux visage (Angel Face) d'Otto Preminger : un sergent de police
- 1953 : Le Sorcier du Rio Grande (Arrowhead) de Charles Marquis Warren : le colonel Weybright
- 1953 : Fort Alger (Fort Algiers) de Lesley Selander : le colonel Lasalle
- 1953 : No Escape de Charles Bennett : le lieutenant de police Bruce Gunning
- 1953 : Investigation criminelle (Vice Squad) d'Arnold Laven : le lieutenant de police Ed Chisolm
- 1953 : Houdini le grand magicien (Houdini) de George Marshall : un éditeur
- 1953 : La Guerre des mondes (The War of the Worlds) de Byron Haskin : le pasteur Matthew Collins
- 1953 : Le Triomphe de Buffalo Bill (Pony Express) de Jerry Hopper : le sergent Russell
- 1953 : Amour, Délices et Golf (The Caddy) de Norman Taurog : M. Taylor
- 1954 : Un grain de folie (Knock on Wood) de Melvin Frank et Norman Panama : l'inspecteur Cranford
- 1954 : Témoin de ce meurtre (Witness to Murder) de Roy Rowland : le psychiatre
- 1955 : Mes sept petits chenapans (The Seven Little Foys) de Melville Shavelson : le pasteur
- 1955 : Le Bouffon du roi (The Court Jester) de Melvin Frank et Norman Panama : Sir Finsdale
- 1956 : La corde est prête (Star in the Dust) de Charles F. Haas : le pasteur Harris
- 1956 : L'Homme qui en savait trop (The Man Who Knew Too Much) d'Alfred Hitchcock : un détective
- 1956 : Passé perdu (These Wilder Years) de Roy Rowland : Dr Miller
- 1959 : Ils n'ont que vingt ans (A Summer Place) de Delmer Daves : un docteur
- 1963 : L'Étrange Histoire du juge Cordier (Diary of a Madman) de Reginald Le Borg : le père Raymonde

### Télévision
(séries, sauf mention contraire)
- 1953 : Topper
  - Saison 1, épisode 6 The Spinster : Dr Lang
- 1957 : La Flèche brisée (Broken Arrow)
  - Saison 1, épisode 24 Johnny Flagstaff de William Beaudine : Ferguson
- 1958 : Maverick
  - Saison 1, épisode 16 Rage for Vengeance de Leslie H. Martinson : Andrew Wiggins
- 1958 : Peter Gunn
  - Saison 1, épisode 10 L'Homme à la cicatrice (The Man with the Scar) : Ralph Davidson
- 1959 : Denis la petite peste (Dennis the Menace)
  - Saison 1, épisode 7 Les Nouveaux Voisins (The New Neighbors) de William D. Russell : Andrew Scott
- 1959 : Doctor Mike, téléfilm d'Oscar Rudolph : Dr Sam Talbert
- 1959 : Bonne chance M. Lucky (Mr. Lucky)
  - Saison unique, épisode 6 My Little Gray Home de Jerry Hopper : le juge
- 1960 : Perry Mason, première série
  - Saison 3, épisode 19 The Case of the Bashful Burrow (1960) de Robert Ellis Miller : le juge
  - Saison 4, épisode 20 The Case of the Barefaced Witness (1961) de László Benedek : le juge
  - Saison 5, épisode 15 The Case of the Roving River (1961) de Jerry Hopper : le juge Libott
  - Saison 7, épisode 5 The Case of the Decadent Dean (1963) d'Earl Bellamy : le juge One
- 1961-1965 : Adèle (Hazel)
  - Saison 1, épisode 4 A Matter of Principle (1961) de William D. Russell : le juge Rosencrantz
  - Saison 4, épisode 23 Hazel's Day in Court (1965) de William D. Russell : le juge
- 1962 : Monsieur Ed, le cheval qui parle (Mister Ed)
  - Saison 3, épisode 5 Ed and the Allergy d'Arthur Lubin : le docteur
- 1967 : Tarzan
  - Saison 1, épisode 22 À vos gardes, mon général (Basil of the Bulge) d'Alex Nicol et épisode 30 Algie B. comme Brave (Algie B for Brave) d'Alex Nicol : le commissaire West